# 勞貝格山
47°32′42.207″N 8°8′55.723″E / 47.54505750°N 8.14881194°E

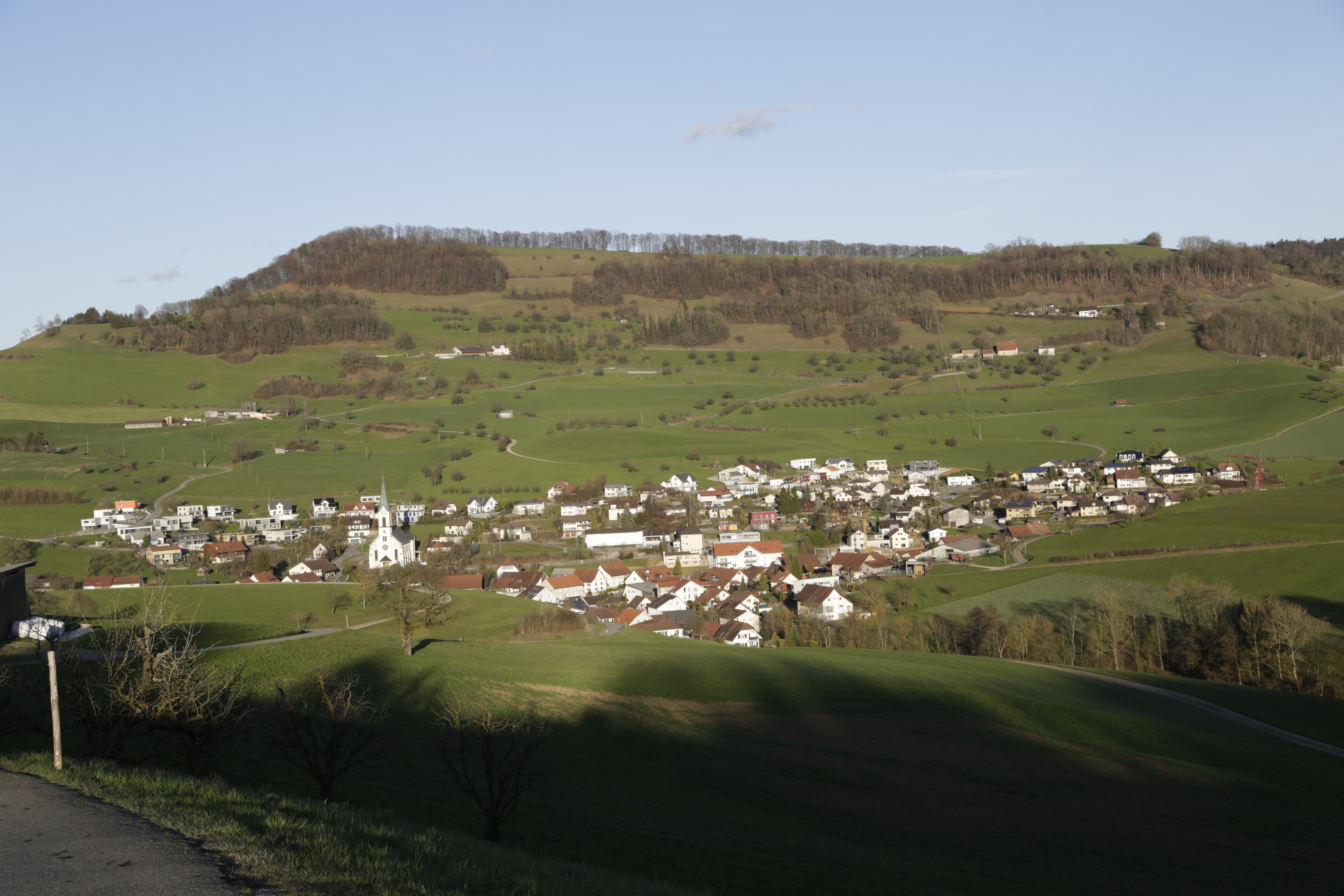

勞貝格山（德語：Laubberg），是瑞士的山峰，位於該國北部阿爾高州，處於梅陶厄塔爾和甘辛根接壤的邊界，屬於汝拉山的一部分，海拔高度649米。